# Борис Матич
Борис Матич (серб. Борис Матић, нар. 19 серпня 2004, Белград, Сербія) — сербський футболіст, фланговий захисник австрійського клубу «Вольфсбергер».

## Ігрова кар'єра

### Клубна
Борис Матич є вихованцем академії столичного клубу «Црвена Звезда», де починаючи з десятирічного віку футболіст пройшов через всі юнацькі команди. У 2023 році захисник підписав з клубом професійний контракт на чотири роки і відразу для набору ігрової практики був відправлений в оренду до белградського «Графичара» з другого дивізіону.
Влітку 2024 року Матич повернувся з оренди і в червні того ж року перейшов до австрійського «Вольфсбергера», з яким підписав контракт до 2027 року. 1 травня 2025 року в складі австрійського клубу Матич виграв Кубок Австрії.

### Збірна
В червні 2025 року Борис Матич дебютував у складі молодіжної збірної Сербії.

## Титули
Вольфсбергер
 Переможець Кубка Австрії: 2024/25